# Coincidência

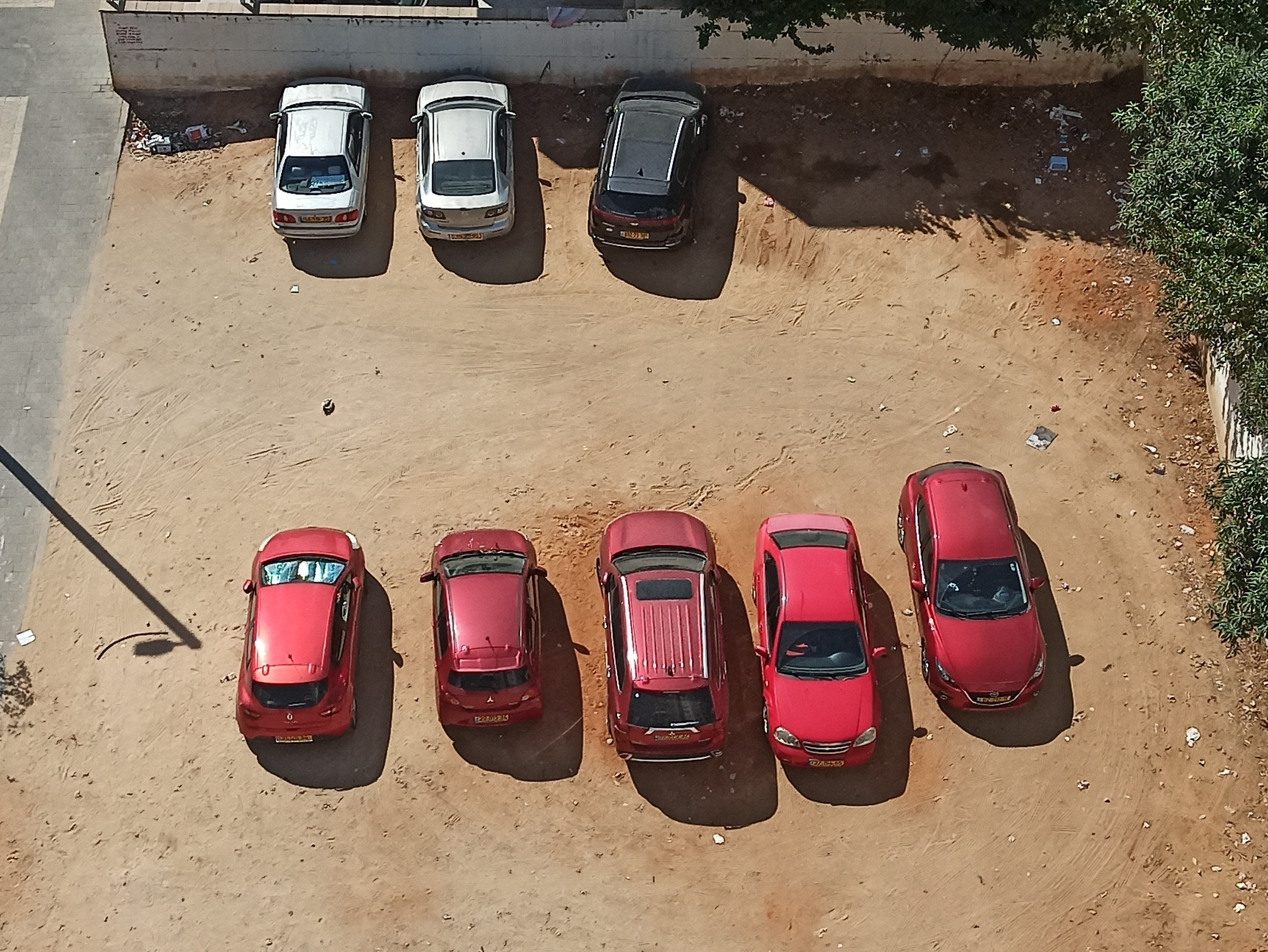
coincidencia no estacionamento de carros da mesma cor

Coincidência é o termo utilizado para se referir a eventos com alguma semelhança, mas sem relação de causa e consequência. Por exemplo, jogar uma moeda não viciada e obter três caras consecutivamente é uma coincidência, não existe relação de causa e efeito entre o resultado anterior e o próximo resultado. Quando muitos eventos ocorrem simultaneamente é esperado que ocorram muitas coincidências também. Pode ser apenas resultado de uma sincronicidade.
Em estatística identificar significados para eventos coincidentes é considerado um erro do tipo I ou resultado falso positivo.
O ser humano tem uma tendência natural a identificar padrões onde eles não existem e fornecer significados, o que é conhecido cientificamente como apofenia ou pareidolia.
Diversos eventos paranormais e religiosos são baseados em coincidências, especialmente quando lidam com grandes números, pois quanto maior a amostra e o número de opções, maior a chance de coincidências impressionantes.
Na Psicologia ações baseadas em interpretações de coincidências são chamadas de comportamento supersticioso. Já na abordagem da Psicologia Analítica de Carl Gustav Jung, as coincidências são chamadas sincronicidades e podem ser vistas como eventos relacionados e que possuem um significado simbólico.
Estatisticamente é muito difícil comprovar que existe uma relação causal entre duas variáveis pois correlação não significa necessariamente causalidade. É necessário testes empíricos para chegar a uma conclusão de causa e efeito e nem sempre isso é possível.